# جيسيكا اسكندر
جيسيكا إسكندر (ولدت في 29 يناير 1988) هي ممثلة وعارضة أزياء ومقدمة برامج ومغنية إندونيسية. وهي معروفة أيضًا باسمها المستعار (جيدار).

## حياتها المبكرة
وُلدت جيسيكا إسكندر في جاكرتا، نشأت في عائلة متعددة الأديان، حيث كان والدها هاردي إسكندر مسلمًا ووالدتها ولانداري مسيحية بروتستانتية. وهي أصغر أفراد العائلة والابنة الوحيدة بين خمسة إخوة أكبر منها.
أكملت جيسيكا دراستها الثانوية في مدرسة بوندا موليا، ثم تابعت تعليمها في جامعة تريساكتي في جاكرتا، حيث تخصصت في التصميم الداخلي. ولكن بعد ثلاثة فصول دراسية، اختارت ترك الجامعة لتتفرغ لمستقبلها المهني.

## حياتها المهنية
بدأت جيسيكا إسكندر مسيرتها المهنية كعارضة أزياء بعد التحاقها بمدرسة جون كازابلانكا للعارضات. ظهرت لأول مرة في فيلم "Dealova" بدور كارا في عام 2005، ثم كان فيلمها التالي "Diva" الذي تم إنتاجه في ماليزيا عام 2007.
لعبت جيسيكا دور البطولة في عدة مسلسلات تلفزيونية وأفلام تلفزيونية من عام 2008 إلى 2012 مثل "Gadis Pengantar Telur" (2010) مع فينو باستيان، و"Cinta Pura-Pura Nyasar" (2010) إلى جانب ريو ديوانتو وفيكي نيتينيغورو.
في فبراير 2013، نشرت سيرتها الذاتية الأولى بعنوان "JEDAR: Jessica Iskandar"، وفي ديسمبر 2014، أصدرت سيرتها الذاتية الثانية "Jedar Power: Love, Life, Lord"، التي سردت فيها تجاربها خلال فترة انتظارها لطفلها الأول.
بدأت أيضًا حياتها المهنية كمقدمة برامج في برنامج "Dahsyat" على قناة RCTI من مارس 2011 حتى 2013. في عام 2012، تم تعيينها سفيرة لساعة الأرض في إندونيسيا.
في سبتمبر 2018، شاركت جيسيكا كحكم ضيفة في الموسم السادس من برنامج "Asia's Next Top Model" في تايلاند. كما بدأت في نفس العام استضافة برنامج حواري "Ngopi Dara" على قناة TransTV بالتعاون مع نيا رمضاني.
تمتلك جيسيكا حاليًا خط أزياء ومستحضرات تجميل، بالإضافة إلى تأجير فيلا ومخبز خاص بها يحمل اسم ابنها.

## فيلموغرافيا

### فيلم
- ديووفا (2005)
- ديفا (فيلم) (2007)
- خبز الحب (2008)
- نزار (فيلم) (2009)
- زوجة وهمية (2010)
- الكونغ فو تسونغ العذراء (2012)